# تشارلز ويست (طبيب)
تشارلز ويست (بالإنجليزية: Charles West)‏ كان تشارلز ويست (1816-1898) طبيبًا بريطانيًا متخصصًا في طب الأطفال والتوليد، والمعروف بشكل خاص باسم مؤسس أول مستشفى للأطفال في بريطانيا العظمى، وهو مستشفى الأطفال المرضى في جريت أورموند ستريت، لندن.

## النشأة والتعليم
وُلِد تشارلز ويست في لندن في 8 أغسطس 1816.
كان والده واعظًا معمدانيًا علمانيًا أصبح عام 1821 وزيراً للطائفة المعمدانية في باكينجهامشير حيث كان يدير أيضًا مدرسة للأولاد الصغار. تلقى تشارلز تعليمه الأول في مدرسة والده. عندما كان في الخامسة عشرة من عمره ، أصبح تشارلز ويست متدربًا على السيد جراي ، وهو ممارس عام لأميرشام الذي كان أيضًا طبيبًا في أحد المستشفيات. غرب
في عام 1833، التحق كطالب في مستشفى سانت بارثولوميو حيث مكث لمدة عامين وحقق نتائج جيدة وبعض الجوائز.
عندما منعته الآراء اللاهوتية لوالده في عام 1835 من الانتقال إلى جامعة أكسفورد، قرر إكمال تعليمه الطبي في قارة أوروبا.
ذهب للدراسة في بون، ثم في باريس وأخيراً في برلين حيث حصل على شهادة الطب في سبتمبر 1837.
بين عامي 1838 و 1839، أمضى ما يقرب من عام في دبلن يعمل في مستشفى روتوندا ومستشفى ميث، المشهور في ذلك الوقت بالسحر السريري لروبرت جريفز وويليام ستوكس.

### إسهاماته العلمية
بعد بضع سنوات من العمل كاتبًا إكلينيكيًا في سانت بارثولوميو، تم تعيينه في عام 1842 طبيبًا في المستوصف العالمي للأطفال في طريق واترلو، ثم محاضرًا في القبالة في مستشفى ميدلسكس في عام 1845 وما بعده (1848-1861) محاضرًا في القبالة أيضًا في مستشفى سانت بارثولوميو
أصبح أكثر فأكثر منخرطًا في المشاكل الطبية للأطفال، وحققت الطبعة الأولى من محاضراته حول أمراض الطفولة نجاحًا كبيرًا وأعطته شهرة مفاجئة.

### مستشفى الأطفال
بعد بعض المحاولات المؤسفة لتحويل مستوصف واترلو للأطفال إلى مستشفى، قرر بدء حملة لجمع التبرعات من أجل إنشاء مستشفى في لندن مخصص للأطفال. 
أيضًا بسبب مواهبه الخطابية الرائعة، حققت حملة ويست نجاحًا، وفي ربيع عام 1851، تم افتتاح مستشفى صغير به عشرة أسرة في 49 شارع جريت أورموند، في منزل كان ملكًا لريتشارد ميد.
في عام 1854، بعد ثلاث سنوات من النشاط، تمكن تشارلز ويست، الذي كان أول طبيب في المستشفى، من وصف النجاح الأولي للهيكل، كما استفاد من هذا النجاح لزيادة تمويل البحث.

### التحول إلى الكاثوليكية والحياة اللاحقة
في عام 1877، بعد خلاف مع لجنة إدارة المستشفى، انتهى تعاون ويست مع مستشفى جريت أورموند ستريت، يعتقد ويست أن جوهر الخلاف كان تحوله إلى الكاثوليكية، مما دفع اللجنة إلى الاعتقاد بأنه «لا يمكن الوثوق به في المستقبل».

## الجوائز والتكريمات
- أصبح تشارلز ويست عضوًا في الكلية الملكية للأطباء في عام 1842، وزميلًا في عام 1848.
- في عام 1863 أصبح مراقبًا للكلية.
- في عام 1870 أصبح مراقبًا أول للكلية، في نفس الوقت تقريبًا انتخب عضوًا مراسلًا لأكاديمية باريس للطب.
- كان رئيسًا للجمعية الملكية للطب وتقويم العظام في الأعوام 1877-1878، وممتحنًا لجامعات لندن وكامبريدج وكلية الأطباء.[8]